# Bundesautobahn 241
Bundesautobahn 241 (em português: Auto-estrada Federal 241) ou A 241, é uma auto-estrada na Alemanha.
A Bundesautobahn 241 tem 32 km de comprimento.

## Estados
Estados percorridos por esta auto-estrada:
- Faltaestado